# Västra dockan på Beckholmen

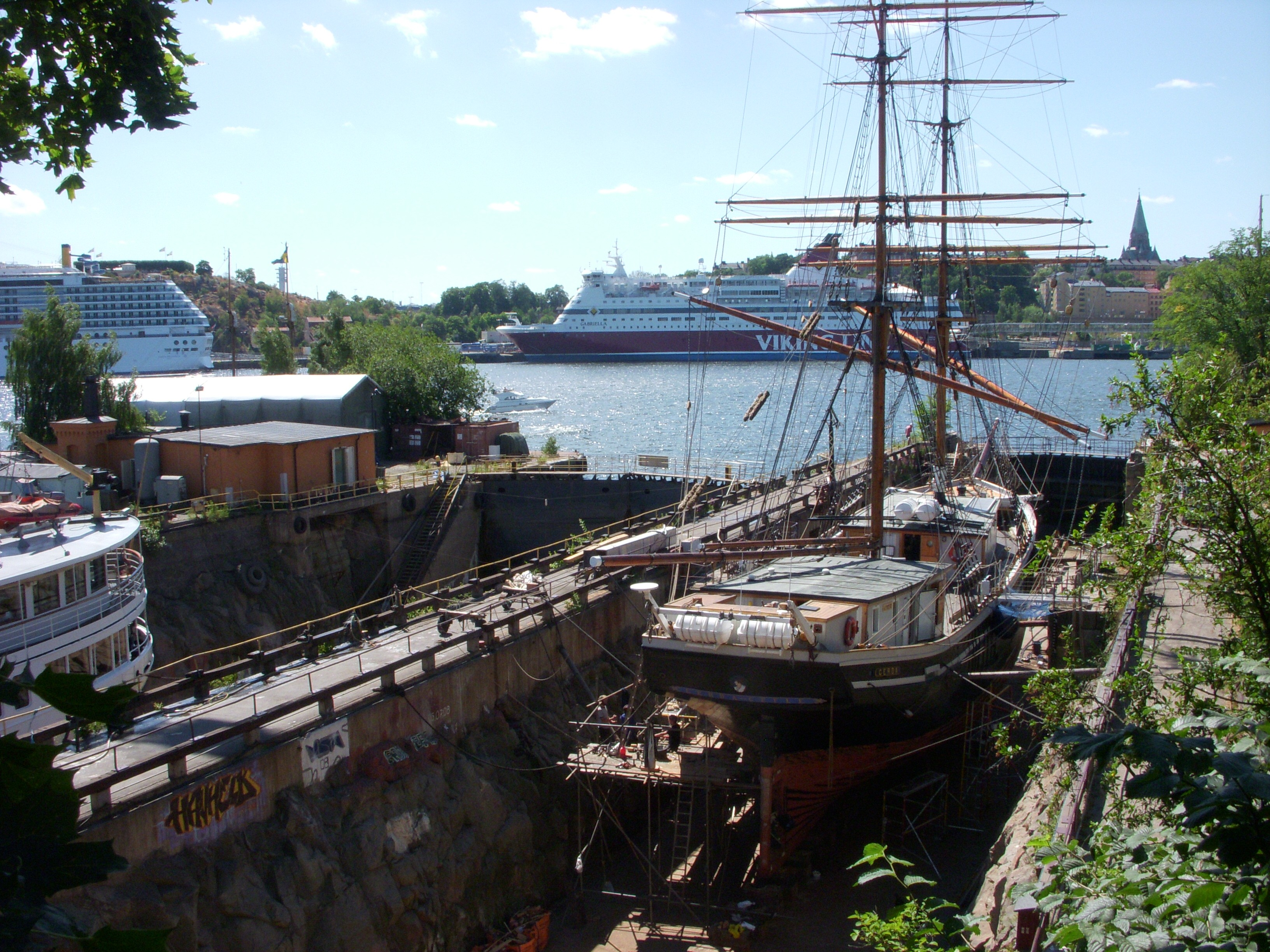
Västra dockan

Västra dockan på Beckholmen är en 99 meter lång, 11 meter bred och 3,7 meter djup torrdocka som byggdes 1848 på Beckholmen på Djurgården i Stockholm.
Västra dockan är, liksom den närbelägna Östra dockan, insprängd i berget och konstruerad av Nils Ericson. Dockorna fick nya portar av järn 1874 och förlängdes i två omgångar på 1870- och 1890-talen till sin nuvarande längd.
Beckholmens dockförening, en sektion av Sveriges Segelfartygsförening, har sedan 1987 ansvaret för Västra dockan.